# Esowanie
Esowanie – w lotnictwie - manewr polegający na jednokrotnym, bądź wielokrotnym wykonaniu następujących po sobie zakrętów w przeciwnych kierunkach, najczęściej, z dużym przechyleniem.
W szybownictwie (jak również w paralotniarstwie), manewr ten wykonuje się w celu wytracenia znacznego nadmiaru wysokości przed lądowaniem. Manewr wykorzystuje się zwykle na lotniskach, gdzie utrudnione, bądź niemożliwe jest wykonanie pełnego kręgu nadlotniskowego.
Esowanie stosuje się także w trakcie lotów termicznych, w celu dłuższego pozostania w strefie, w której napotkało się wznoszenie, by móc sprawdzić, czy spowodowane zostało występującym w danym miejscu kominem termicznym, czy też jest to jedynie chwilowa turbulencja.